# História do futebol do Rio de Janeiro
Essa página se refere a História do futebol de Estado do Rio de Janeiro, desde os seus antecedentes, passando pelos fatos mais marcantes, entre eles as principais conquistas dos clubes desse estado e de sua federação, essa representada nos gramados nas disputas do Campeonato Brasileiro de Seleções Estaduais.

Jogo de inauguração do Estádio do Maracanã, pouco antes da Copa do Mundo de 1950.

## Primórdios
Em 1874, marinheiros ingleses jogaram futebol na praia da Glória, na cidade do Rio de Janeiro.
Especula-se sobre a criação do Foot Rink Clube, por alunos do Colégio Paixão, em 14 de maio de 1881.
Teria sido em 1882 no antigo Colégio Paixão, do professor José Ferreira Paixão, na rua do Palatinato em Petrópolis, iniciado por um dos educadores, senhor Alexandre, velho professor de inglês, que se praticou o futebol por brasileiros no Rio de Janeiro. Graças a feliz iniciativa do "Mister Alexander" o Brasil eventualmente pode ter sido o terceiro país no mundo, atrás apenas da Inglaterra e dos Estados Unidos, a praticar esse esporte.
Há indícios de que a cidade de Petrópolis, consequentemente o Estado do Rio de Janeiro, poderia ser o primeiro local na América Latina onde ocorreu uma partida de futebol envolvendo latino-americanos, ainda em 1882, segundo o prestigioso jornal carioca Correio da Noite, que existiu até 1953.
Há registros sobre a possibilidade de ter havido partidas com bola no Colégio Anchieta, em Nova Friburgo, nos primórdios do futebol, em 1883.
Na cidade do Rio de Janeiro, no ano de 1893, ingleses que trabalhavam na Leopoldina Railway e em bancos do Reino Unido, disputavam jogos de futebol em um capinzal que se localizava na rua Paissandu, no bairro de Laranjeiras.
Há relatos de partidas com bola no bairro carioca de Bangu, desde 1894, promovidas por um escocês, Thomas Donohoe.
Em 1896, o padre Gonzales, vindo da Europa, teria trazido consigo as regras do futebol, ministrando aos alunos do Colégio São Vicente de Paula, na então Westphália (atual região da avenida Barão do Rio Branco em Petrópolis).

## A primeira partida oficial
A primeira partida de futebol oficialmente realizada no território do atual Estado do Rio de Janeiro aconteceu no Rio Cricket & Athletic Association, na cidade de  Niterói, no dia 1 de agosto de 1901, considerada a primeira partida oficial em função do cumprimento de regras do jogo como times uniformizados, bola padronizada e campo oficial, o que não se consegue provar que existia anteriormente, sendo esta a data adotada por historiadores e pesquisadores.
Neste dia Oscar Alfredo Cox, que viria posteriormente a ser fundador (em 21 de julho de 1902) e presidente do Fluminense, atravessou a Baía da Guanabara para chegar na capital do antigo Estado do Rio de Janeiro, indo enfrentar os praticantes de críquete e tênis do clube inglês, com empate entre brasileiros e ingleses.
Cerca de quinze observadores assistiram o jogo no Rio Cricket, que terminou com o resultado de 1 a 1, causando espanto a crônica da época, não habituada a relatar embates finalizados sem vencedores.

## Os primeiros clubes ainda em atividade
Entre os clubes ainda em atividade, a história do futebol do Rio de Janeiro começa a partir da criação do Fluminense em 21 de julho de 1902, sendo esta a primeira entidade fluminense criada para o futebol que prosperou, assim como o Fluminense incentivou a criação de outras associações.
Nos anos seguintes, seriam fundados o Bangu, o Botafogo e o America, nomeados em ordem cronológica de fundação, todos em 1904, o São Cristóvão em 1909, considerando apenas aqueles que participaram da construção do Campeonato Carioca. 
Entre os grandes clubes, mais tarde foram fundados os departamentos de futebol no Flamengo e no Vasco da Gama, em 1912 e 1915, respectivamente.
No âmbito do antigo Estado do Rio de Janeiro, podemos citar o Barra Mansa fundado em 1908 e o Resende em 1909, representantes do sul-fluminense.
No norte-fluminense em 1912 foi fundado o Goytacaz e em 1914 o Americano.
Na Região Serrana o Serrano em 1915.

## O Campeonato Carioca
Em 1906, foi criado o Campeonato Carioca de Futebol, que ocorre até hoje, sendo o gentículo "carioca" designado apenas para aqueles que nascem na cidade do Rio de Janeiro, sendo assim, a competição teve quase que apenas times cariocas nas edições até 1979, consequência da fusão do Estado da Guanabara com o Estado do Rio de Janeiro em 1975 e das entidades esportivas de ambos os estados em 1978.
Em 1915, ocorreu o primeiro Campeonato Fluminense de Futebol no antigo Estado do Rio de Janeiro, e a partir de 1960, no antigo estado da Guanabara (território do antigo Distrito Federal), até o ano de 1978.
Sendo o gentículo "fluminense" designado para aqueles que nascem no estado do Rio de Janeiro, seria o nome certo para a competição atual, mas o nome carioca foi preservado pelo motivo de tradição.
Atualmente o Campeonato Carioca conta com três divisões profissionais, sendo disputado por equipes de todas as regiões do Estado do Rio de Janeiro.

## Os quatro grandes do Rio de Janeiro
São eles em ordem alfabética: Botafogo, Flamengo, Fluminense e Vasco da Gama, os clubes mais vezes campeões cariocas, aqueles que se sagraram campeões brasileiros da Série A, de competições oficiais sul-americanas e que habitualmente representam o Estado do Rio de Janeiro nas competições internacionais oficiais da Conmebol e/ou da FIFA, conforme tabelas abaixo nesse artigo.

## Participações de clubes do RJ noCampeonato Brasileiro
A cidade do Rio de Janeiro é aquela que teve mais clubes participando do Campeonato Brasileiro de Futebol - Série A, considerando apenas as suas edições pós 1971, com oito representantes: America, Bangu, Botafogo, Campo Grande, Flamengo, Fluminense, Olaria e Vasco, sendo também aquela que teve mais clubes campeões brasileiros, pois quatro dos clubes cariocas foram campeões do Brasil. Além destes, o Estado do Rio de Janeiro foi representado por Americano e Goytacaz, da cidade de Campos dos Goytacazes e o Volta Redonda, da cidade do mesmo nome.

## O Rio de Janeiro no Campeonato Brasileiro de Seleções Estaduais
Com quinze conquistas, a Seleção Carioca de Futebol é aquela que tem mais conquistas no Campeonato Brasileiro de Seleções Estaduais, competição que media forças futebolísticas entre os estados brasileiros antes das criação das competições nacionais oficiais entre clubes.

## Estádios
O Estádio de Laranjeiras foi o primeiro estádio de cimento da América Latina, e assim como o Estádio de São Januário posteriormente, abrigarou a maioria dos jogos da Seleção Brasileira em suas primeiras décadas.
A partir da construção do Maracanã, em 1950, este estádio passou a ser a referência para os grandes jogos, chegando inclusive a abrigar duas finais de copas do mundo, após várias reformas tendo a capacidade diminuída de 200.000 para quase 79.000 espectadores.
Atualmente, o Estádio Olímpico João Havelange ou Estádio do Engenhão, construído para os Jogos Pan-Americanos de 2007, renomeado Estádio Olímpico Nilton Santos em 2017, o segundo maior da cidade, é a opção para jogos de maior expectativa de público, podendo abrigar cerca de 44.000 torcedores atualmente.
Clubes historicamente relevantes no Rio de Janeiro, America e Bangu mandam os jogos em seus estádios próprios, o Giulite Coutinho,  para cerca de 13.500, e Moça Bonita para pouco mais de 9.000 torcedores, respectivamente.
Considerando a separação como acima e abaixo da cidade do Rio de Janeiro, o maior estádio do sul fluminense é o Estádio Raulino de Oliveira em Volta Redonda, com capacidade de construção para cerca de 20.000 pessoas e o do norte fluminense é o Estádio Cláudio Moacyr de Azevedo em Macaé para cerca de 15.000 espectadores.

## Títulos nas principais competições não estaduais
| MUNDIAIS E INTERCONTINENTAIS | MUNDIAIS E INTERCONTINENTAIS             | MUNDIAIS E INTERCONTINENTAIS | MUNDIAIS E INTERCONTINENTAIS                                                                                |
|                              | Competição                               | Títulos                      | Temporadas                                                                                                  |
| ---------------------------- | ---------------------------------------- | ---------------------------- | --- |
|                              | Copa Rio Internacional                   | 1                            | 1952 |
|                              | Torneio Octogonal Rivadávia Corrêa Meyer | 1                            | 1953 |
|                              | Copa Intercontinental                    | 1                            | 1981 |
| CONTINENTAIS                 |                                          |                              | |
|                              | Competição                               | Títulos                      | Temporadas                                                                                                  |
|                              | Campeonato Sul-Americano de Campeões     | 1                            | 1948 |
|                              | Copa Libertadores da América             | 6                            | 1981, 1998, 2019, 2022, 2023 e 2024                                                                         |
|                              | Copa Mercosul                            | 2                            | 1999 e 2000                                                                                                 |
|                              | Copa Conmebol                            | 1                            | 1993 |
|                              | Recopa Sul-Americana                     | 2                            | 2020 e 2024                                                                                                 |
|                              | Copa de Ouro Nicolás Leoz                | 1                            | 1996 |
| NACIONAIS                    |                                          |                              | |
|                              | Competição                               | Títulos                      | Temporadas                                                                                                  |
|                              | Campeonato Brasileiro                    | 18                           | 1968, 1970, 1974, 1980, 1982, 1983, 1984, 1989, 1992, 1995, 1997, 2000, 2009, 2010, 2012, 2019, 2020 e 2024 |
|                              | Copa do Brasil                           | 7                            | 1990, 2006, 2007, 2011, 2013, 2022 e 2024                                                                   |
|                              | Torneio dos Campeões                     | 1                            | 1982 |
|                              | Copa dos Campeões                        | 1                            | 2001 |
|                              | Supercopa do Brasil                      | 2                            | 2020 e 2021                                                                                                 |
|                              | Campeonato Brasileiro - Série B          | 5                            | 1982, 1987 (Módulo Azul), 2009, 2015 e 2021                                                                 |
|                              | Campeonato Brasileiro - Série C          | 4                            | 1981, 1999, 2014 e 2024                                                                                     |
|                              | Campeonato Brasileiro - Série D          | 1                            | 2016 |
| INTERESTADUAIS               |                                          |                              | |
|                              | Competição                               | Títulos                      | Temporadas                                                                                                  |
|                              | Torneio Rio-São Paulo                    | 10                           | 1957, 1958, 1960, 1961, 1962, 1964, 1966(1), 1998 e 1999                                                    |
|                              | Torneio João Havelange                   | 1                            | 1993 |
|                              | Primeira Liga                            | 1                            | 2016 |
| TOTAL                        |                                          |                              | |
|                              | Conquistas                               | Total                        | Por Categoria                                                                                               |
|                              | Títulos Oficiais                         | 67                           | 3 mundiais e intercontinentais, 13 continentais, 39 nacionais e 12 interestaduais                           |

## Títulos por clube nas principais competições
Atualizado até 1 de dezembro de 2024.
- Considerados apenas os clubes fluminenses em atividade que tenham sido campeões cariocas ou de alguma divisão do Campeonato Brasileiro.

| Clube         | Brasileiro (série A) | Série B | Série C | Série D | Copa do Brasil[CB] | Super copa[SC] | RJ- SP [RS] | Carioca | [CI]Inter continental | Liberta [LI] | Sula [SA] | Recopa [RE] | Total |
| ------------- | -------------------- | ------- | ------- | ------- | ------------------ | -------------- | ----------- | ------- | --------------------- | ------------ | --------- | ----------- | ----- |
| Flamengo      | 7                    | 0       | 0       | 0       | 5                  | 1              | 1           | 38      | 3                     | 1            | 2         | 1           | 59    |
| Fluminense    | 4                    | 0       | 1       | 0       | 1                  | 0              | 3           | 33      | 1                     | 1            | 0         | 1           | 45    |
| Vasco da Gama | 4                    | 1       | 0       | 0       | 1                  | 0              | 4           | 24      | 1                     | 2            | 1         | 0           | 38    |
| Botafogo      | 3                    | 2       | 0       | 0       | 0                  | 0              | 4           | 21      | 0                     | 1            | 1         | 0           | 32    |
| America       | 0                    | 0       | 0       | 0       | 1                  | 0              | 0           | 7       | 0                     | 0            | 0         | 0           | 8     |
| Volta Redonda | 0                    | 0       | 1       | 1       | 0                  | 0              | 0           | 0       | 0                     | 0            | 0         | 0           | 2     |
| Bangu         | 0                    | 0       | 0       | 0       | 0                  | 0              | 0           | 2       | 0                     | 0            | 0         | 0           | 2     |
| São Cristóvão | 0                    | 0       | 0       | 0       | 0                  | 0              | 0           | 2       | 0                     | 0            | 0         | 0           | 2     |
| Americano     | 0                    | 1       | 0       | 0       | 0                  | 0              | 0           | 0       | 0                     | 0            | 0         | 0           | 1     |
| Campo Grande  | 0                    | 1       | 0       | 0       | 0                  | 0              | 0           | 0       | 0                     | 0            | 0         | 0           | 1     |
| Macaé         | 0                    | 0       | 1       | 0       | 0                  | 0              | 0           | 0       | 0                     | 0            | 0         | 0           | 1     |
| Olaria        | 0                    | 0       | 1       | 0       | 0                  | 0              | 0           | 0       | 0                     | 0            | 0         | 0           | 1     |
| Total         | 18                   | 5       | 4       | 1       | 7                  | 1              | 12          | 127     | 3                     | 7            | 4         | 3           | 192   |

Notas
- CB. ^ Inclui também o Torneio dos Campeões
- SC. ^ Inclui também a Copa dos Campeões
- RJ-SP
- ^ Inclui também a Primeira Liga do Brasil.
- RS. ^ Inclui também o Torneio João Havelange
- CI. ^ Inclui a Copa Intercontinental, a Copa Rio Internacional e a Copa Rivadávia
- LI. ^ Inclui também o Campeonato Sul-Americano de Campeões
- SA. ^ Inclui também a Copa Mercosul e a Copa Conmebol
- RE. ^ Inclui também a Copa de Ouro Nicolás Leoz

## Campanhas de destaque no Campeonato Brasileiro e na Copa do Brasil
Atualizado até 20 de outubro de 2024.
Campeonato Brasileiro Série A
| Clube         | 1º | 2º | 3º | 4º | Campeão                                   | Vice                    | Terceiro lugar                      | Quarto lugar                        |
| Flamengo      | 7  | 3  | 3  | 2  | 1980, 1982, 1983, 1992, 2009, 2019 e 2020 | 1964, 2018 e 2021       | 1987, 2007 e 2016                   | 2011                                |
| Vasco da Gama | 4  | 4  | 2  | 2  | 1974, 1989, 1997 e 2000                   | 1965, 1979, 1984 e 2011 | 1968 (TB), 1992                     | 1959 e 1978                         |
| Fluminense    | 4  | 1  | 6  | 6  | 1970, 1984, 2010 e 2012                   | 1937                    | 1960, 1975, 1988, 2001, 2011 e 2022 | 1966, 1976, 1991, 1995, 2002 e 2007 |
| Botafogo      | 2  | 3  | 1  | 5  | 1968 (TB) e 1995                          | 1962, 1972 e 1992       | 1963                                | 1963, 1969, 1981, 1989 e 2013       |
| Bangu         | 0  | 1  | 0  | 0  | —                                         | 1985                    | —                                   | —                                   |
| America       | 0  | 0  | 1  | 1  | —                                         | —                       | 1961                                | 1986                                |

Copa do Brasil
| Clube         | Campeão                           | Vice                              | Semifinalista                           |
| ------------- | --------------------------------- | --------------------------------- | --------------------------------------- |
| Flamengo      | 5 (1990, 2006, 2013, 2022 e 2024) | 5 (1997, 2003, 2004, 2017 e 2023) | 6 (1989, 1993, 1995, 1996, 2014 e 2018) |
| Fluminense    | 1 (2007)                          | 2 (1992 e 2005)                   | 2 (2006 e 2015)                         |
| Vasco da Gama | 1 (2011)                          | 1 (2006)                          | 6 (1993, 1994, 1995, 1998, 2008 e 2009) |
| Botafogo      | 0                                 | 1 (1999)                          | 3 (2007, 2008 e 2017)                   |

Campeonato Brasileiro Série B
| Clube         | Campeão         | Vice     | Terceiro lugar  | Quarto lugar          |
| ------------- | --------------- | -------- | --------------- | --------------------- |
| Botafogo      | 2 (2015 e 2021) | 1 (2003) | 0               | 0                     |
| Vasco da Gama | 1 (2009)        | 0        | 2 (2014 e 2016) | 0                     |
| Campo Grande  | 1 (1982)        | 0        | 0               | 0                     |
| Goytacaz      | 0               | 1 (1985) | 0               | 0                     |
| Americano     | 0               | 0        | 0               | 3 (1988, 1991 e 1994) |

Campeonato Brasileiro Série C
| Clube         | Campeão  | Vice     | Terceiro lugar | Quarto lugar |
| ------------- | -------- | -------- | -------------- | ------------ |
| Volta Redonda | 1 (2024) | 1 (1995) | 0              | 0            |
| Fluminense    | 1 (1999) | 0        | 0              | 0            |
| Macaé         | 1 (2014) | 0        | 0              | 0            |
| Americano     | 0        | 0        | 1 (2004)       | 0            |

Campeonato Brasileiro Série D
| Clube         | Campeão  | Vice     | Terceiro lugar | Quarto lugar |
| ------------- | -------- | -------- | -------------- | ------------ |
| Volta Redonda | 1 (2016) | 0        | 0              | 0            |
| Macaé         | 0        | 1 (2009) | 0              | 0            |
| Madureira     | 0        | 1 (2010) | 0              | 0            |

## Participações em competições internacionais oficiais
Atualizado com as competições de 2024.
Participações e títulos em competições internacionais
Legenda
- Competições atuais

| - CMF = Copa do Mundo de Clubes da FIFA - CI = Copa Intercontinental - CR = Copa Rio - CLA = Copa Libertadores da América - SC = Sul-Americano de Campeões - CS = Copa Sul-Americana - CC = Copa Conmebol - CM = Copa Mercosul - RS = Recopa Sul-Americana | - SL = Supercopa da Libertadores - CMS = Copa Master da Supercopa - CMC = Copa Master da Conmebol - CO = Copa Ouro - RCI = Recopa dos Campeões Intercontinentais - CIA = Copa Interamericana - CSB = Copa Suruga Bank |

| Clube         | Total | CMF | CI | CR | CLA | SC | CS | CC | CM | RS | SL | CMS | CMC | CO | RCI | CIA | CSB |
| ------------- | ----- | --- | -- | -- | --- | -- | -- | -- | -- | -- | -- | --- | --- | -- | --- | --- | --- |
| Flamengo      | 42    | 1   | 1  | 0  | 18  | 0  | 6  | 0  | 4  | 1  | 10 | 0   | 0   | 1  | 0   | 0   | 0   |
| Vasco da Gama | 28    | 1   | 1  | 1  | 9   | 1  | 7  | 2  | 4  | 0  | 1  | 0   | 0   | 0  | 0   | 1   | 0   |
| Fluminense    | 26    | 1   | 0  | 1  | 10  | 0  | 10 | 3  | 0  | 1  | 0  | 0   | 0   | 0  | 0   | 0   | 0   |
| Botafogo      | 18    | 0   | 0  | 0  | 6   | 0  | 8  | 2  | 0  | 1  | 0  | 0   | 1   | 0  | 0   | 0   | 0   |
| Bangu         | 1     | 0   | 0  | 0  | 1   | 0  | 0  | 0  | 0  | 0  | 0  | 0   | 0   | 0  | 0   | 0   | 0   |

Copa do Mundo de Clubes da FIFA
| País          | Campeão | Vice     | Terceiro lugar | Quarto lugar |
| ------------- | ------- | -------- | -------------- | ------------ |
| Vasco da Gama | 0       | 1 (2000) | 0              | 0            |
| Flamengo      | 0       | 1 (2019) | 1 (2022)       | 0            |
| Fluminense    | 0       | 1 (2023  | 0              |              |

Copa Intercontinental
| Clube         | Campeão  | Vice     |
| ------------- | -------- | -------- |
| Flamengo      | 1 (1981) | 0        |
| Vasco da Gama | 0        | 1 (1998) |

Copa Rio Internacional
| Clube         | Campeão  | Vice | Semifinais |
| ------------- | -------- | ---- | ---------- |
| Fluminense    | 1 (1952) | 0    | 0          |
| Vasco da Gama | 0        | 0    | 1 (1951)   |

Copa Interamericana
| Clube         | Campeão | Vice     | Semifinais |
| ------------- | ------- | -------- | ---------- |
| Vasco da Gama | 0       | 1 (1998) | 0          |

Campeonato Sul-Americano de Campeões
| Clube         | Campeão  | Vice | Semifinais |
| ------------- | -------- | ---- | ---------- |
| Vasco da Gama | 1 (1948) | 0    | 0          |

Copa Libertadores da América
| Clube         | Campeão               | Vice     | Semifinais      | Quartas de Finais     | Oitavas de Finais           | Fase de Grupos                    |
| ------------- | --------------------- | -------- | --------------- | --------------------- | --------------------------- | --------------------------------- |
| Flamengo      | 3 (1981, 2019 e 2022) | 1 (2021) | 2 (1982 e 1984) | 3 (1991, 1993 e 2010) | 4 (2007, 2008, 2018 e 2020) | 5 (1983, 2002, 2012, 2014 e 2017) |
| Vasco da Gama | 1 (1998)              | ---      | ---             | 3 (1990, 2001 e 2012) | 1 (1999)                    | 4 (1975, 1980, 1985 e 2018)       |
| Fluminense    | 1 (2023)              | 1 (2008) | ---             | 3 (2012, 2013 e 2021) | 1 (2011)                    | 2 (1971 e 1985)                   |
| Botafogo      | 1 (2024               | ---      | 2 (1963 e 1973) | 1 (2017)              | 1 (1996)                    | 1 (2014)                          |
| Bangu         | ---                   | ---      | ---             | ---                   | ---                         | 1 (1986)                          |

Copa Mercosul
| Clube         | Campeão  | Vice     | Semifinais |
| ------------- | -------- | -------- | ---------- |
| Flamengo      | 1 (1999) | 1 (2001) | -          |
| Vasco da Gama | 1 (2000) | -        | -          |

Copa Sul-Americana
| Clube         | Campeão | Vice     | Semifinais |
| ------------- | ------- | -------- | ---------- |
| Fluminense    | 0       | 1 (2009) | 1 (2018)   |
| Flamengo      | 0       | 1 (2018) | 0          |
| Vasco da Gama | 0       | 0        | 1 (2011)   |

Supercopa Libertadores
| Clube         | Campeão | Vice     | Semifinais |
| ------------- | ------- | -------- | ---------- |
| Vasco da Gama | 0       | 1 (1997) | 0          |

Copa Conmebol
| Clube         | Campeão  | Vice | Semifinais |
| ------------- | -------- | ---- | ---------- |
| Botafogo      | 1 (1993) | 0    | 0          |
| Vasco da Gama | 0        | 0    | 1 (1996)   |

Recopa Sul-Americana
| Clube      | Campeão  | Vice     |
| ---------- | -------- | -------- |
| Fluminense | 1 (2024) | 0        |
| Botafogo   | 0        | 1 (1994) |

Copa Master da Conmebol
| Clube    | Campeão | Vice | Semifinais |
| -------- | ------- | ---- | ---------- |
| Botafogo | 0       | 0    | 1 (1996)   |

Copa de Ouro Nicolás Leoz
| Clube    | Campeão  | Vice | Semifinais |
| -------- | -------- | ---- | ---------- |
| Flamengo | 1 (1996) | 0    | 0          |